# Corbehem
Corbehem település Franciaországban, Pas-de-Calais megyében. Lakosainak száma 2268 fő (2022. január 1.). Corbehem Lambres-lez-Douai, Courchelettes, Férin, Brebières és Gouy-sous-Bellonne községekkel határos.

## Népesség
A település népességének változása:
| Lakosok száma | 2313 | 2344 | 2374 | 2366 | 2339 | 2302 | 2272 | 2266 | 2268 |
|               | 2013 | 2015 | 2016 | 2017 | 2018 | 2019 | 2020 | 2021 | 2022 |